# Estação Cabedelo
A Estação Cabedelo é uma das estações do Sistema de Trens Urbanos de João Pessoa, situada em Cabedelo, ao lado da Estação Jardim Manguinhos. É uma das estações terminais do sistema.
Foi inaugurada em 25 de março de 1889. Localiza-se na Rua Cleto Campêlo. Atende o bairro de Vila São João.

## Características do Local
- Próxima à Prefeitura de Cabedelo - Paraíba; ao Bairro de Camalaú; ao Porto de Cabedelo e ao Ferry-Boat, que faz a Ligação entre Cabedelo e a Praia de Costinha, no município de Lucena - nas Proximidades também da Ilha da Restinga em Cabedelo, Paraíba.

## Condições de Integração
- Existem estudos que dizem ser necessária uma ordenação no trânsito em Cabedelo, nas proximidades do Porto de Cabedelo e pelo centro da cidade do município.
- Para isto faz-se necessária a Construção de um Terminal de Integração Metrô - Ônibus/ Ónibus - Metrô, como por exemplo os que existem em Recife, Pernambuco e na Região Metropolitana do Recife.